# Mingdie Pool
Der Mingdie Pool ist ein See im Nordwesten des australischen Bundesstaates Western Australia. 
Der See liegt im Verlauf des De Grey River.